# Liou Lan-tchao
Liou Lan-tchao (čínsky pchin-jinem Liú Lántāo, znaky zjednodušené 刘澜涛, tradiční 劉瀾濤; listopad 1910 – 31. prosince 1997) byl čínský komunistický politik. Roku 1928 vstoupil do Komunistické strany Číny, působil jako stranický aktivista v severní Číně, byl opakovaně vězněn kuomintangskými úřady. Do vyšších funkcí se dostal koncem 40. let, jako tajemník severočínského byra ÚV KS Číny (1949–1953), ministr pro záležitosti severní Číny (1950–1952) a předseda severočínského administrativního výboru (1952–1954). Poté byl zástupcem generálního sekretáře ÚV KS Číny (1954–1956), kandidátem sekretariátu ÚV (1956–1967) a prvním tajemníkem severozápadního byra ÚV KS Číny (1960–1966). Také byl roku 1965 zvolen místopředsedou celostátního výboru Čínského lidového politického poradního shromáždění.
Za kulturní revoluce byl jako jeden z takzvaných jednašedesáti zrádců kritizován, zbaven funkcí, zatčen a uvězněn. Po propuštění a rehabilitaci roku 1978 se opět stal místopředsedou (1979–1988) a generálním sekretářem (1979–1983) celostátního výboru Čínského lidového politického poradního shromáždění a členem stálého výboru ústřední poradní komise KS Číny (1982–1992).

## Život
Liou Lan-tchao se narodil v listopadu 1910 v okrese Mi-č’ na severu provincie Šen-si. Roku 1925 se účastnil se hnutí 30. května, následujícího roku vstoupil do Komunistického svazu mládeže Číny a v září 1928 do Komunistické strany Číny, během studia práv na Pekingské univerzitě. S Liou Č’-tanem organizoval hnutí odporu proti Kuomintangu v severním Šen-si. V srpnu 1930 byl zatčen a uvězněn. Po propuštění odešel do provincie Che-pej, kde byl podruhé zatčen a uvězněn v Pekingu spolu s An C’-wenem a Po I-poem. V září 1936 byl Liou spolu s dalšími propuštěn na základě úsilí komunistického podzemí a začal pracovat pro komunistickou stranu v Tchien-ťinu.
Na začátku druhé čínsko-japonské války odešel na hlavní komunistickou základnu – pohraniční oblast Šen-si-Kan-su-Ning-sia, kde v Jen-anu působil ve stranickém aparátu. V roce 1938 byl vyslán do pohraniční oblasti Šan-si-Che-pej-Čachar, pracoval tam jako tajemník jednoho z okresních výborů KS Číny, od roku 1940 jako zástupce tajemníka stranického výboru a zástupce politického komisaře vojenské oblasti Šan-si-Che-pej-Čachar. Roku 1944 se vrátil do Jen-anu, účastnil se nápravné kampaně.
V roce 1945 ho delegáti VII. sjezdu KS Číny zvolili kandidátem ústředního výboru. Na začátku druhé fáze čínské občanské války pomáhal komunistickému vedení při přesunu ze severního Šen-si do oblasti Šan-si-Che-pej-Čachar. Když se tato oblast spojila s oblastí na hranicích provincií Šan-tung a Che-nan, byl Liou jedním z těch, kteří zodpovídali za celou severní Čínu. V letech 1949–1953 působil jako třetí tajemník severočínského byra ÚV KS Číny, od září 1950 vedl ministerstvo záležitostí severní Číny, v dubnu 1952 reorganizované v severočínský administrativní výbor, obojí bezprostředně podléhající státní administrativní radě (vládě) Čínské lidové republiky. V lednu 1953 severočínský administrativní výbor přešel do podřízenosti ústřední lidové vlády, přičemž Liou Lan-tchao zůstal jeho předsedou do zrušení výboru v srpnu 1954 v souvislosti s přijetím ústavy Čínské lidové republiky a následnou reorganizací administrativy (včetně zrušení velkých administrativních oblastí). Mimoto byl v letech 1952–1954 členem státní plánovací komise a v letech 1949–1962 zástupcem tajemníka ústřední kontrolní a disciplinární komise (resp. od roku 1955 ústřední kontrolní komise).
Několik měsíců před zrušením severočínských správních orgánů, v dubnu 1954, byl jmenován zástupcem generálního sekretáře ÚV KS Číny (Teng Siao-pchinga) a s Tengem a ostatními zástupci se podílel na řízení stranického aparátu. Od září 1954 byl také členem stálého výboru Všečínského shromáždění lidových zástupců (parlamentu, znovuzvolen 1959). V roce 1956 byl na VIII. sjezdu KS Číny zvolen členem ústředního výboru a kandidátem sekretariátu ÚV (vzniklého reorganizací konference zástupců generálního sekretáře ÚV). Při obnovení regionálních byr ÚV KS Číny koncem roku 1960 byl jmenován prvním tajemníkem severozápadního byra (odpovídalo za stranickou práci v provinciích Šen-si, Kan-su a Čching-chaj a autonomních oblastech Ning-sia a Sin-ťiang) a současně komisařem lančouského vojenského okruhu. Ve funkci mimo jiné řídil čistky stoupenců a sympatizantů Pcheng Te-chuaje a Si Čung-süna (kteří do roku 1954 vedli severozápad Číny, ale později byli obviněni z protistranické činnosti a odvoláni). Začátkem roku 1965 byl zvolen místopředsedou celostátního výboru Čínského lidového politického poradního shromáždění.
Na začátku kulturní revoluce byl Liou spolu s Po I-poem, An C’-wenem a dalšími obviněn z protistranické činnosti a spolupráce s kuomintangskou policií ve 30. letech jako jeden z takzvaných jednašedesáti zrádců a v lednu 1967 odvolán ze všech funkcí. Poté byl uvězněn na 8 let, během nichž jeho manželka spáchala sebevraždu.
Po propuštění v roce 1978 byl jmenován zástupcem vedoucího oddělení jednotné fronty ÚV KS Číny (do května 1982). V červenci 1979 se Liou opět stal místopředsedou celostátního výboru Čínského lidového politického poradního shromáždění (znovuzvolen 1983, do 1988) a generálním sekretářem shromáždění (do 1983). V září téhož roku byl kooptován do ústředního výboru KS Číny. Na XII. sjezdu KS Číny v září 1982 již nebyl zvolen do ústředního výboru, místo toho se stal členem stálého výboru ústřední poradní komise KS Číny (do XIV. sjezdu KS Číny roku 1992).
Zemřel v Pekingu 31. prosince 1997.